# Sunseeker International
Sunseeker International (kort: Sunseeker) is een grote Britse bouwer van luxe motorjachten. Het bedrijf is gestart met het maken van boten in 1969. Sinds 2013 is het merk in handen van de Chinese multinational Wanda Group.

## Bedrijfsprofiel
Sunseeker is de grootste in Groot-Brittannië gevestigde botenbouwer, gemeten aan de hand van de omzet in 2012. De hoofdzetel en belangrijkste assemblagelijn, bestaande uit 7 scheepswerven, is gevestigd in Poole, Dorset, Verenigd Koninkrijk.
Sunseeker produceert jachten beginnende bij 15,25 meter (50 voet) en gaande tot 47,25 meter (155 voet). Er is een aparte scheepswerf die wordt gebruikt om de jachten van 32 meter (105 voet) en groter te bouwen. Deze is geschikt voor schepen met meer diepgang.
In oktober 2002 werd de oprichter van het bedrijf, Robert Braithwaite, door Ernst & Young gekozen tot ondernemer van het jaar.
In 2006 leidde hij een 44 miljoen pond kostende managementbuy-out, gesteund door de Bank of Scotland. Via een schuldherstructurerings-deal nam de Ierse private equity-firma FL Partners het bedrijf over. In maart 2007 werd er een nieuwe locatie geopend op Isle of Portland, waarbij 500 nieuwe banen werden gecreëerd.
In juni 2013 werd bekendgemaakt dat de Chinese multinational Dalian Wanda Group 91,8% van Sunseeker zou overnemen voor 320 miljoen pond, met de toezegging dat het management en de dagelijkse leiding in Poole zouden blijven en dat er geen ontslagen zouden vallen. 
In januari 2015 werd Phil Popham aangesteld als nieuwe bestuursvoorzitter (CEO).

## Verschijning in media

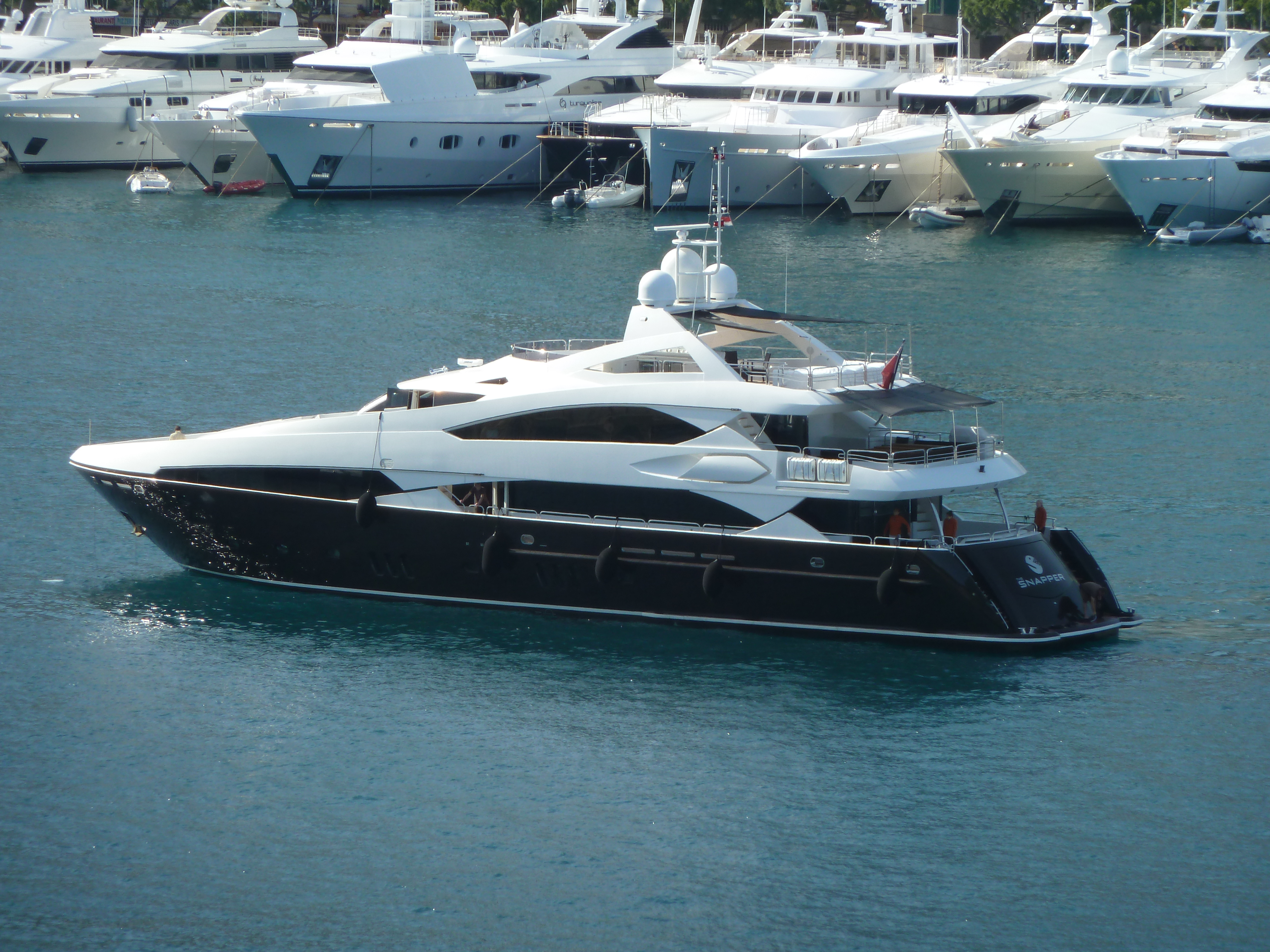
Een jacht van Sunseeker dat een rol speelde in 'Quantum of Solace'

- Sunseeker-schepen hebben een lange geschiedenis in de James Bond-films. Deze geschiedenis begon in 1999 met The World Is Not Enough. Later verschenen ze ook in Die Another Day, Casino Royale en Quantum of Solace. In deze laatste film werd het nieuwste 37M superjacht van Sunseeker gebruikt, evenals de superhawk 43.[10]
- In 2002 verscheen er een documentaire van BBC Two over het merk, genaamd 'Britain's biggest superyachts: chasing perfection', waarin de bouw van het nieuwe 40 m. lange jacht getoond werd.[11]